# Ceratophaga kuldjaensis
Ceratophaga kuldjaensis är en fjärilsart som beskrevs av Petersen 1957. Ceratophaga kuldjaensis ingår i släktet Ceratophaga och familjen äkta malar. Inga underarter finns listade i Catalogue of Life.